# Tantillita
Tantillita is een geslacht van slangen uit de familie toornslangachtigen (Colubrinae) en de onderfamilie Colubrinae.

## Naam en indeling
De wetenschappelijke naam van de groep werd voor het eerst voorgesteld door James Leonard Brierley Smith in 1941.
Er zijn drie soorten, die eerder allen tot het geslacht werden Tantilla gerekend.

### Soorten
Het geslacht omvat de volgende soorten, met de auteur en het verspreidingsgebied.
| Naam                  | Auteur       | Verspreidingsgebied                            |
| --------------------- | ------------ | ---------------------------------------------- |
| Tantillita brevissima | Taylor, 1937 | Mexico, Guatemala                              |
| Tantillita canula     | Cope, 1876   | Mexico, Guatemala, Belize, Salvador            |
| Tantillita lintoni    | Smith, 1940  | Mexico, Guatemala, Belize, Honduras, Nicaragua |

## Verspreiding en habitat
```
die voorkomen in 
Midden-Amerika
, rond 
Mexico
 en 
Guatemala
.
[
2
]
```

De habitat bestaat uit drogere tropische en subtropische bossen, vochtige laaglandbossen en bossen die door de mens zijn aangetast. Ook in door de mens aangepaste streken zoals weilanden en plantages kan de slang worden aangetroffen.

## Beschermingsstatus
Door de internationale natuurbeschermingsorganisatie IUCN is aan alle soorten een beschermingsstatus toegewezen. De slangen worden beschouwd als 'veilig' (Least Concern of LC).